# دیوار (فیلم ۱۹۶۶)
دیوار (به هندی: Devar) فیلمی محصول سال ۱۹۶۶ و به کارگردانی موهان سیگال است. در این فیلم بازیگرانی همچون درمندرا، شارمیلا تاگور، دون ورما ایفای نقش کرده‌اند.